# Канал (гидрография)

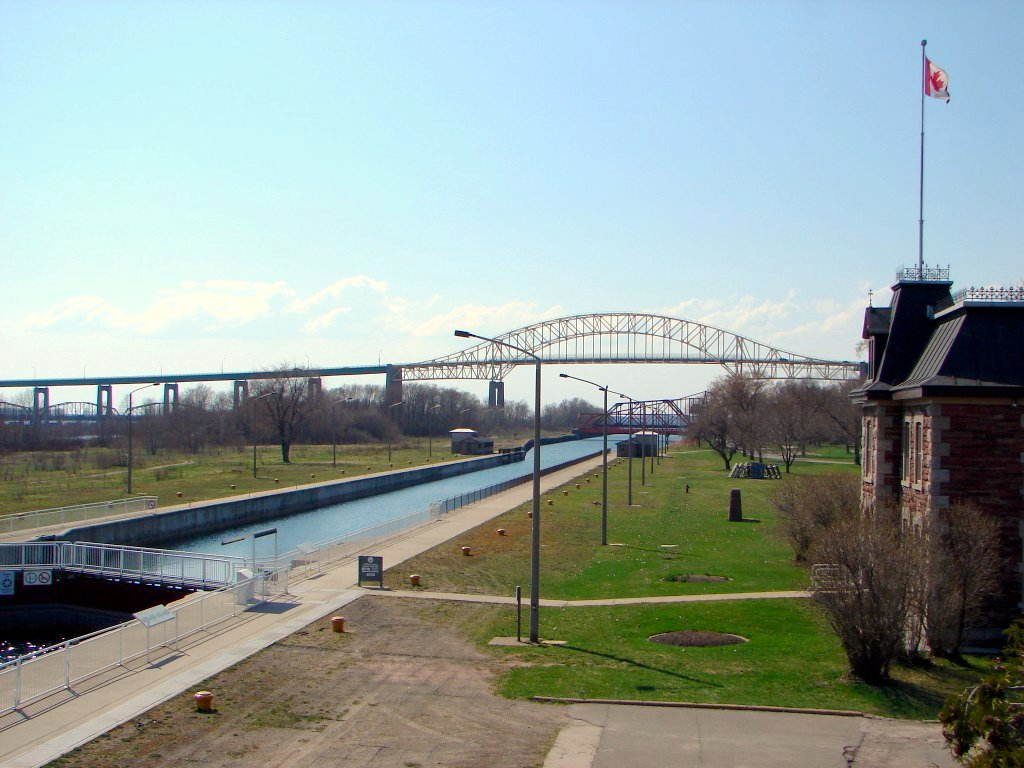
Каналы Soo Locks на Великих озёрах

Водный канал (лат. canal — труба, жёлоб) — искусственный водоток, предназначенный для водоснабжения (водоотведения) людей, культурных растений и домашних животных, сокращения водных маршрутов или для перенаправления потока воды.
Существует два основных назначения канала:
- мелиоративное — канал используется для доставки или отвода воды;
- каналы, осуществляющие транспортные функции, например, для доставки грузов или людей. Цель создания судоходного канала — соединение бассейнов двух водоёмов в случае отсутствия такового, сокращение пути между двумя водоёмами, обеспечение гарантированного судоходства, решение проблемы транспортной доступности по водным путям пунктов назначения, создание экономически выгодных путей транспортировки.

Зачастую каналы (траншеи) совмещают в себе обе функции.

## Общая информация
Каналы относятся к водопроводящим сооружениям (водоводам) — искусственным руслам, с помощью которых осуществляется подача воды из одного пункта в другой. Наряду с каналами, к водопроводящим сооружениям относятся лотки, трубопроводы, гидротехнические тоннели. От лотков каналы отличает то, что они располагаются в земле, тогда как лотки — на земле или над землёй. В отличие от трубопроводов и гидротехнических тоннелей русла каналов на большей части их длины открыты.

## Виды каналов

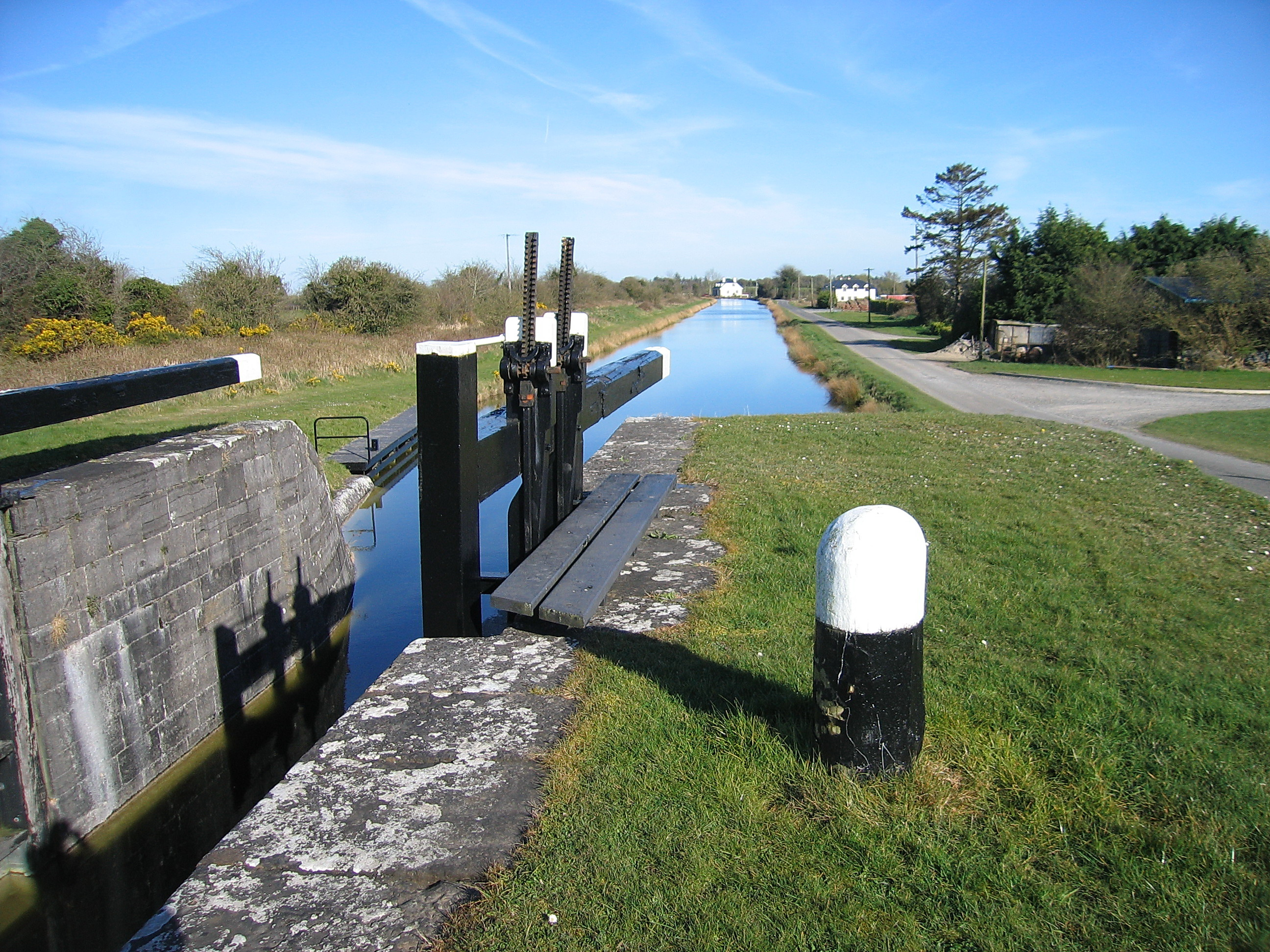
«Королевский канал» в Ирландии

В зависимости от предназначения каналы делятся на несколько видов.
С древнейших времён важную роль в сельском хозяйстве играли мелиоративные каналы, которые, в свою очередь, делятся на ирригационные (оросительные) и дренажные (осушительные). Первые из них доставляют воду на поля и распределяют её там, поэтому чаще всего их можно встретить в пустынях и полупустынях Азии и Африки, а также на территориях, где ведётся интенсивное земледелие — например, в Калифорнии и Средиземноморье. Вторые, наоборот, отводят воду из заболоченной местности.
Водопроводные каналы подают воду к месту её потребления, причём условия эксплуатации и санитарные требования часто вынуждают делать такие сооружения закрытыми. Их главная цель — подавать воду в безводные и засушливые районы из мест, где постоянно ощущается избыток воды.
Ещё один вид каналов — энергетические. Они подводят из рек воду к турбинам гидроэлектростанции, а затем отводят прошедшую через турбины воду за пределы ГЭС.

Профиль Беломорско-Балтийского канала

Судоходные каналы — пресноводные и морские, — которые соединяют реки, озёра и моря, рассчитаны, как правило, на всевозможный водный транспорт — от маленьких лодок до огромных сухогрузов. Судоходные каналы подразделяются на открытые и шлюзованные. Первые из них соединяют водные пути с одинаковым уровнем воды, вторые — водоёмы с разными уровнями. Из открытых каналов можно назвать крупные: Суэцкий канал и Коринфский, однако подавляющее большинство подобных сооружений — второго типа: их шлюзовые системы позволяют судам подниматься из низких участков канала на более высокие, и наоборот. Самые знаменитые шлюзовые каналы — Панамский и Кильский. В свою очередь, пресноводные каналы делятся на транзитные (соединяют несколько водоёмов), водораздельные (связывают бассейны двух рек), обходные (обводные) или спрямляющие (огибают порожистые или бурные участки, а также сокращают путь между двумя пунктами извилистого русла) и соединяющие (их прокладывают от водных путей к крупным промышленным центрам).
Также различают лесосплавные каналы, предназначенные для транспортирования по воде древесины. Существуют и каналы комплексного использования (например, Волго-Донской канал).
По способу подачи воды каналы разделяются на самотёчные, в который вода течёт под действием силы тяжести, и с механическим подъёмом воды, для чего используются насосные станции.

## История

### Каналы в древности
Первые оросительные каналы появились в конце VI тысячелетия до нашей эры в Месопотамии. Примерно тогда же, по-видимому, начали возводить ирригационные системы и в Древнем Египте, так что к рубежу ΙΙΙ и ΙΙ тысячелетий в обеих странах была создана широкая сеть оросительных каналов, забота о которых легла на плечи верховной власти. Не исключено, что в Древнем Египте появился и первый в мире судоходный канал, который соединил Красное море с одним из притоков Нила — реки, впадающей в Средиземное море; благодаря этому пути корабли могли переходить из одного моря в другое. Строительство данной водной артерии было начато около 600 года до н. э. и продолжалось до 518 года до н. э., когда страну захватили персы. Со временем канал был погребён под песками пустыни и забыт.
В Китае в течение двух тысяч лет — с VI в. до н. э. до XIII в. н. э. — строился Великий канал, соединивший реки Хуанхэ и Янцзы.
В Европе траншеи (Фоссы (Fossae), τάφροι) указаны в названии некоторых канальных систем, таких как канал на острове батавов, построенный Домицием Корбулоном, посредством которого соединялись реки Маас и Рейн — Траншея Корбуло (Fossae Corbulonis), канал у восточного устья реки Роны, построенный Гаем Марием, чтобы облегчить кораблям въезд в реку —  Траншея Мариана (Fossae Mariana).

### Каналы в Средние века
Судоходные каналы в Европе стали строить с XI века: сначала в Ломбардии и Южной Франции, затем в Нидерландах, Германии и других странах. Были соединены каналами Милан с Павией, Любек с Эльбой (то есть с Гамбургом) и многие другие города, лежащие в бассейнах разных рек. В Милане в 1257 году было закончено продолжавшееся более 80 лет строительство канала Навильо Гранде длиной более 50 км, соединившего город с рекой Тичино. В середине XV века был построен канал от Милана к реке Адде длиной свыше 80 км. В XIV веке были построены многочисленные каналы в Новарезе и Ломеллине.

### Каналы в раннее Новое время
В XVII веке началось широкое строительство судоходных каналов в Европе, в том числе шлюзованных. Внутренние водные пути были очень важны для перевозки грузов. В барже, буксируемой по каналу одной лошадью, можно было везти груз весом до 50 тонн, максимальный же вес полезного груза, перевозимого одной лошадью в повозке, не превышал 600—700 кг. Во Франции в 1604—1642 годах был построен Бриарский канал, который соединил Сену и Луару. В 1666—1681 годах был построен Южный канал, который соединил Тулузу со городом Сет на Средиземноморском побережье.

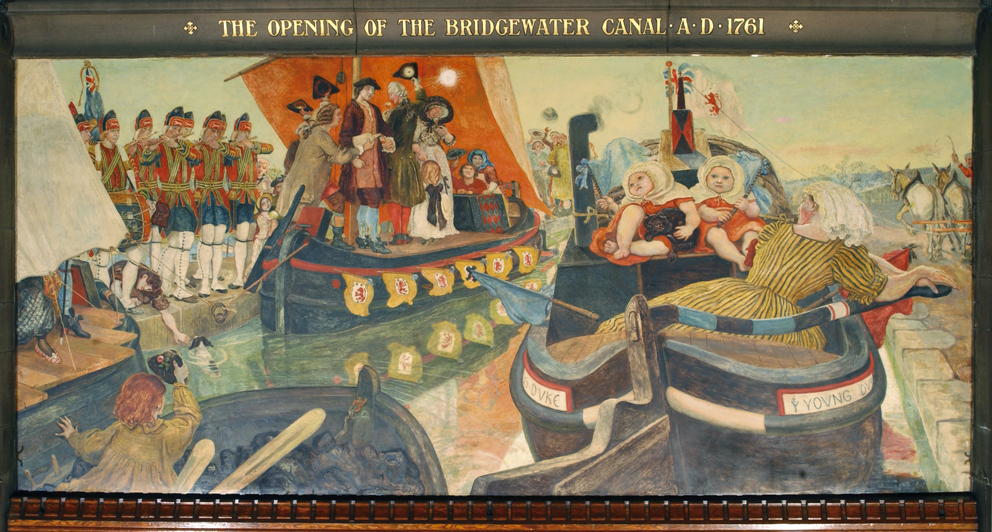
Открытие Бриджуотерского канала, 1761 г., картина Форда Мэдокса Брауна, в Манчестерской ратуше

В Англии первый судоходный канал «Сэнки», соединивший угольные копи Сент-Хеленса с рекой Мерси, был построен только в 1757 году, но вскоре потребности развивавшейся промышленности вызвали необходимость развития сети каналов, прежде всего для доставки каменного угля. В 1761 году был построен Бриджуотерский канал, соединивший шахты в Уорсли с Манчестером. С этого времени началась так называемая каналомания. Выдающимся строителем каналов в Англии был Джеймс Бриндли, который предложил строить каналы без перепадов высот, что позволяло отказаться от шлюзов. Построенный им Бриджуотерский канал начинается от подземного шахтного горизонта и идёт к Манчестеру, пересекая долину реки Эруэлл по единственному в мире Бартонскому поворотному акведуку. Современники называли этот канал восьмым чудом света.

### XIX век

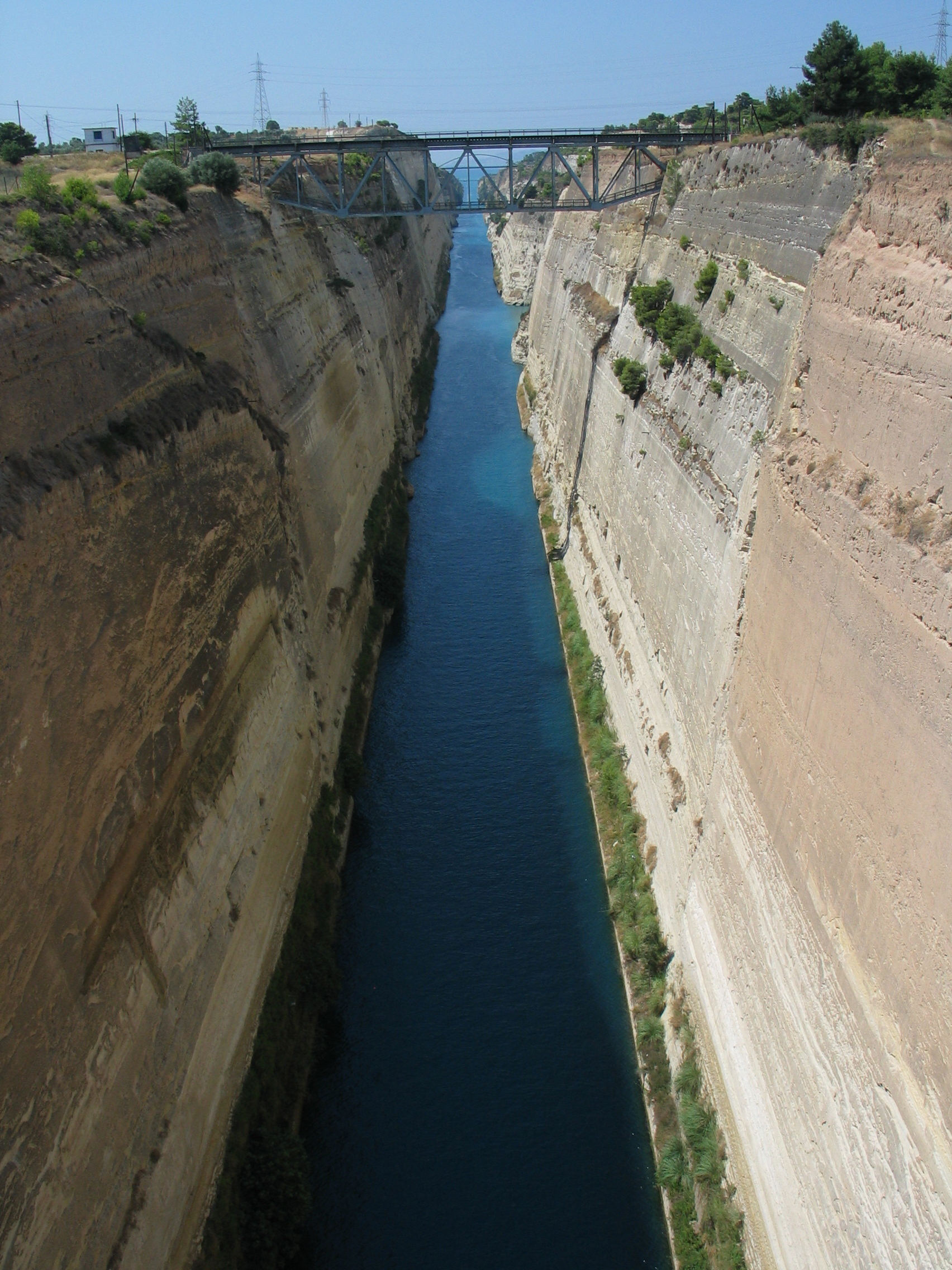
Коринфский канал.

В Великобритании в 1803—1822 годах был построен Каледонский канал, во Франции в 1822—1838 годах был построен Боковой канал Луары, в Германии в 1865—1872 годах был достроен канал Эльба-Хафель, в 1891 году был построен канал Одер–Шпрее.
В 1879 году Франция стандартизировала габариты каналов и судов, введя габарит Фрейсине, что привело к появлению типа судов, названных пениш. На сегодняшний момент эти суда являются не только транспортом, но также образом жизни и местом жительства для семей многих речников. Габариты пенишей стали «Типом I» в современной классификации европейских внутренних водных путей.
Также строились морские каналы — Суэцкий канал в 1859—1869 годах, Коринфский канал в 1881—1893 годах, Кильский канал в 1887—1895 годах.

### Каналы в СССР и России

#### Россия до революции

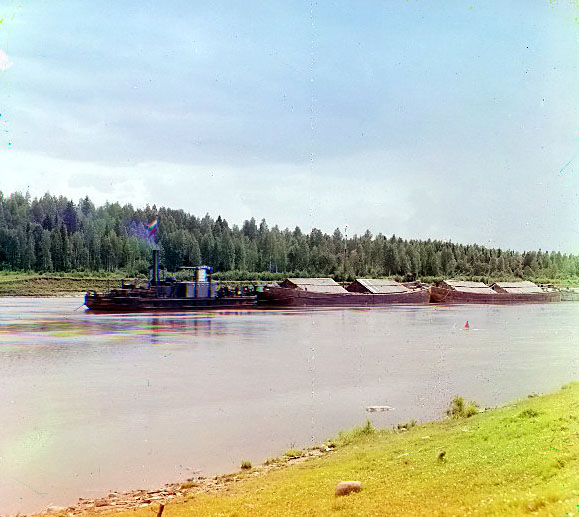
Туер с баржами на Мариинской системе. Начало XX века, фотография Сергея Прокудина-Горского

Один из самых старых каналов на территории России — Вышневолоцкая водная система, строительство которой началось в 1703 году по указу Петра I. Вышневолоцкая водная система (движение открыто в 1709), Тихвинская (1811) и Мариинская (1810) соединяют Волгу с Балтийским морем и составляют Волго-Балтийский водный путь.

#### СССР
В СССР была создана единая глубоководная речная сеть Европейской части страны за счёт интенсивного строительства гидроузлов, плотин ГЭС, водохранилищ и каналов. В ходе первой и второй довоенных пятилеток самоходный речной флот увеличился в 2,2 раза, несамоходный — в 2,7 раза; в приречных городах были созданы порты, 50 % погрузочно-разгрузочных работ механизированы, объём речных перевозок возрос более чем в 3 раза.

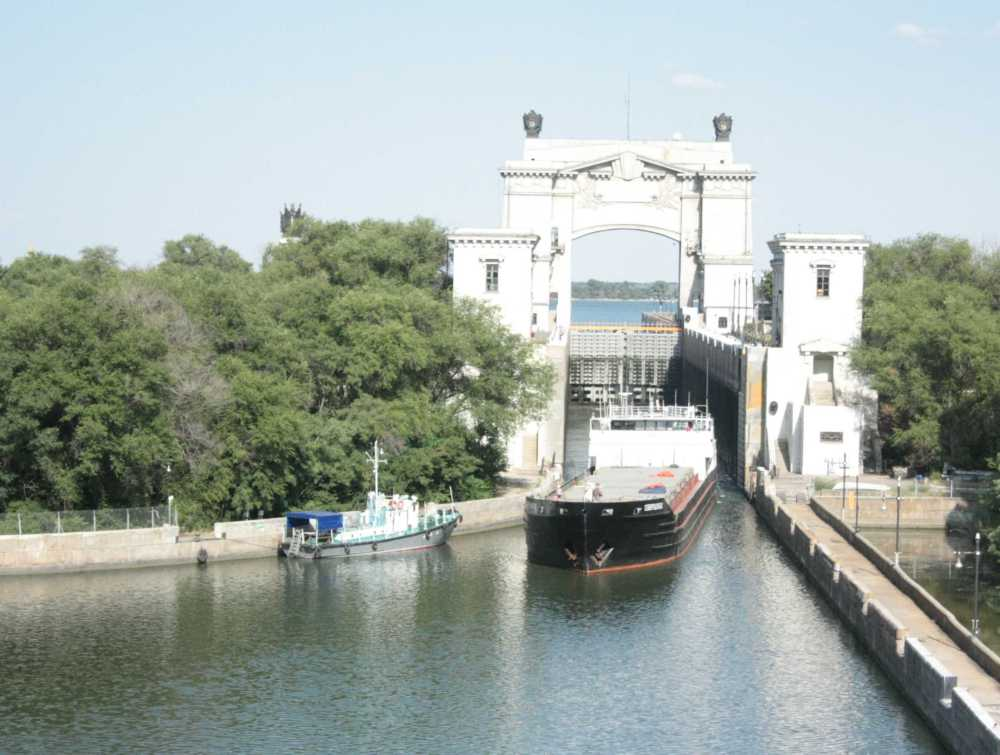
Шлюз Волго-Донского судоходного канала

После окончания Великой Отечественной войны, в 1946 году был принят «Закон о пятилетнем плане восстановления и развития народного хозяйства в СССР» (Четвёртая пятилетка СССР), а затем и ряд специальных постановлений, стимулирующих строительство и модернизацию гидротехнических сооружений в СССР.
В соответствии с особенностями планового хозяйства СССР, строительство гидротехнических сооружений, реализовывалось в рамках комплексной программы, учитывающей интересы всех отраслей народного хозяйства: гидроэнергетики, орошения и обводнения, водного транспорта и водоснабжения.
В рамках реализации, так называемого, Сталинского плана преобразования природы был принят ряд специальных постановлений, стимулирующих строительство и модернизацию гидротехнических сооружений. К их числу относится:
- Постановление Совмина СССР от 1950 года «О переходе на новую систему орошения в целях более полного использования орошаемых земель и улучшения механизации сельскохозяйственных работ»[6].
- Постановление Совмина СССР от 21 августа 1950 года «О строительстве Куйбышевской гидроэлектростанции на реке Волге»[7].
- Постановление Совмина СССР от 31 августа 1950 года «О строительстве Сталинградской гидроэлектростанции на р. Волге, об орошении и обводнении районов Прикаспия»[8].
- Постановление Совмина СССР от 12 сентября 1950 года «О строительстве Главного Туркменского канала Аму-Дарья — Красноводск, об орошении и обводнении земель южных районов Прикаспийской равнины Западной Туркмении, низовьев Аму-Дарьи и западной части пустыни Кара-Кумы»[9].
- Постановление СМ СССР от 20 сентября 1950 года «О строительстве Каховской гидроэлектростанции на Днепре, Южно-Украинского канала, Северо-Крымского канала и орошения земель южных районов Украины и северных районов Крыма»[10].

Канал Грибоедова в Санкт-Петербурге с отражающимся в нём Храмом Спаса-на-Крови

В период с 1940 по 1965 годы было построено множество магистральных каналов общей протяжённостью более 2000 км, среди которых крупнейшими являются:
- Беломорско-Балтийский канал (227 км)
- Волго-Донской канал (101 км)
- Канал имени Москвы (128 км)
- Каракумский канал (1445 км)
- Северо-Крымский канал (403 км)
- Южно-Украинский канал (150 км)

В 1967—1972 годах был также построен Саратовский оросительно-обводнительный канал (126 км).

## Характеристики каналов
Главными характеристиками судоходного канала являются его габариты, которые прежде всего определяются размерами камер шлюзов, высотой мостов и тоннелей, глубиной русла. Габариты канала ограничивают габариты судов и их предельную грузоподъёмность. Судовые габариты, обусловленные ограничениями каналов, становятся стандартом для постройки новых судов: панамакс, суэцмакс, габарит Фрейсине и другие.
Также с точки зрения пропускной способности канала важны форма и размер его живого сечения, то есть поперечного сечения потока. Они определяют сколько судов могут разойтись одновременно в канале. Форма каналов может быть разнообразной. Часто применяются каналы трапецеидального и полигонального очертания. Также сечение может быть прямоугольным, полукруглым, параболическим, очерченным более сложной кривой или составным.
| Трапецеидальное | Полигональное | Прямоугольное | Полукруглое |
| --------------- | ------------- | ------------- | ----------- |
|                 |               |               |             |

Важным параметром канала является «заложение откоса» m, характеризующим наклон стенок русла и равным:
{\displaystyle m=\mathrm {ctg} \,\alpha =a/h~,}
который зависит от грунта, в котором проходит канал. Если для скальных грунтов заложение откоса приближается к нулю, то, например, для пылеватых песков оно может достигать 3-3,5. Укрепление откосов позволяет назначать заложение требуемой величины.
В отличие от естественных русел существует возможность придать сечению канала гидравлически наивыгоднейшее сечение (то есть подобрать соответствующие величины ширины канала по дну и глубины потока). При таком сечении при заданной шероховатости русла обеспечивается максимальная пропускная способность при минимальной площади сечения. Однако для диапазона наиболее распространённых заложений откосов получается, что такие каналы имеют большую глубину и малую ширину по дну, что часто нецелесообразно по технологии устройства и стоимости работ. В дополнение к этому происходит увеличение размывающей скорости потока. Поэтому ширину каналов по дну увеличивают по сравнению с гидравлически наивыгоднейшей.

## Расчёт каналов
В общем случае небольшие каналы рассчитываются в предположении равномерного движения воды. Для определения скорости и расхода используют формулы Шези:
{\displaystyle V=C{\sqrt {R\cdot I}}~,}
{\displaystyle Q=\omega C{\sqrt {R\cdot I}}~,}
где:
{\displaystyle V} — средняя скорость потока, м/с;
{\displaystyle Q} — средний расход воды, м³;
{\displaystyle C} — коэффициент сопротивления трения по длине (коэффициент Шези), м0,5/с, являющийся интегральной характеристикой сил сопротивления;
{\displaystyle R} — гидравлический радиус, м;
{\displaystyle I} — гидравлический уклон, который при равномерном движении потока со свободной поверхностью равен уклону свободной поверхности;
{\displaystyle \omega } — площадь живого сечения, м².
Расход воды в канале определяется водохозяйственными расчётами. Задача сводится к определению сечения канала и его размеров при сравнительно узком диапазоне возможной скорости потока. Узость диапазона скорости диктуется тем, что русло с, одной стороны, не должно размываться, а с другой — не должно заиливаться. Расчёт предельных скоростей по заиливанию и размыванию является сложной задачей и решается приближёнными методами. Для большинства материалов размывающие скорости определены и приводятся в соответствующих таблицах в зависимости от глубины потока.

### Учёт русловых процессов
Многие крупные каналы по своей сути представляют собой искусственные реки. Часто они не имеют укрепления дна и откосов, что обуславливает протекание русловых процессов, свойственных обычным рекам. Это становится наиболее очевидным при использовании в строительстве каналов русел естественных водотоков. Большая протяжённость каналов, большие расходы воды, влияние стока с прилегающего бассейна, — всё это делает расчёт каналов сложной гидротехнической задачей.

## Потери воды из каналов
Потери воды из каналов обусловлены как её испарением с поверхности открытых каналов, так и её фильтрацией через стенки и дно русла. При этом потери на испарение в большинстве случаев весьма малы, тогда как потери на фильтрацию могут достигать очень больших величин, заметно снижающих экономическую эффективность канала. Вдобавок к этому обводнение близлежащего грунта может привести к заболачиванию местности, при просадочных грунтах — к деформациям канала и разрушению сооружений, в горных условиях — к опасным обрушениям и селям.
| Без подпора в необлицованном канале                                                                               | С подпором в необлицованном канале | Без подпора в облицованном канале | С подпором в облицованном канале |
| --- | ---------------------------------- | --------------------------------- | -------------------------------- |
| |                                    |                                   |                                  |
| 1 — начальный уровень грунтовых вод 2 — граница растекания 3 — фронт движения зоны обводнения 4 — капельный поток |                                    |                                   |                                  |

Различают две стадии фильтрации: свободную и с подпором. При несвободной фильтрации с подпором фильтрационный поток из канала соприкасается с грунтовым потоком и подпирается им.
Бороться с фильтрацией можно как устройством облицовки дна и русла, так и снижением водопроницаемости грунта русла, что можно достичь механическим уплотнением и кольматажем — заполнением пор грунта мелкими частицами, например, для песчаных грунтов может применяться их кольматаж глинистыми и илистыми грунтами. Особым способом снижения водопроницаемости является способ добавления в грунт канала специальных материалов. Сюда можно отнести искусственное осолонение грунта, искусственное оглеение, нефтевание и т. п., однако такие методы ведут к загрязнению водного потока.

## Сооружения на каналах
Строительство каналов почти всегда требует устройства дополнительных сооружений, которые можно разделить на несколько категорий:
- водопроводящие сооружения;
- сопрягающие сооружения;
- сооружения, регулирующие общий режим канала.

### Водопроводящие сооружения
Водопроводящими сооружениями могут заменяться отдельные участки каналов как по экономическим, так и техническим причинам. К таким сооружениям относятся лотки, трубы, туннели, акведуки, дюкеры, селеспуски и пр.
В тех случаях, когда грунтовые условия не позволяют устроить надёжное русло канала или рельеф местности, где проходит участок трассы канала, слишком сложный (сильно пересечённая местность, горные склоны и т. п.) целесообразно использование лотков. Лотки также представляют собой искусственные русла, однако они располагаются на поверхности земли или же устраиваются над землёй на опорах. Лотки могут выполняться из дерева, железобетона, металла и прочих материалов. Движение воды в лотках безнапорное. Иногда лотки сверху защищают каким-либо покрытием, что приближает их по своей сути к трубам. Площадь сечения лотка обычно меньше, чем канала, в связи с этим им придают больший уклон. Пропускная способность лотка рассчитывается из его интерпретации как водослива с широким порогом в канал.
Акведуки устраивают в местах пересечения каналом какого-либо препятствия: реки, оврага, дороги и т. п. От лотка на опорах акведук отличает капитальная конструкция. В этом плане акведуки ближе к мостам, в то время как лоток может выполнять функции пролётного строения.
Трубопроводы позволяют пропустить воду канала под каким-либо препятствием, а также используются при неблагоприятных климатических условиях на участке прохождения канала. Трубопроводы могут располагаться как под землёй, так и быть открытого типа с возможностью непосредственного доступа. Режим движения воды в трубопроводах обычно напорный.
Если необходимо пропустить под каналом какой-либо водоток, сооружается дюкер. Его конструкция и расчёты аналогичны трубам, применяемым при пересечении водотоков насыпями автомобильных и железных дорог.

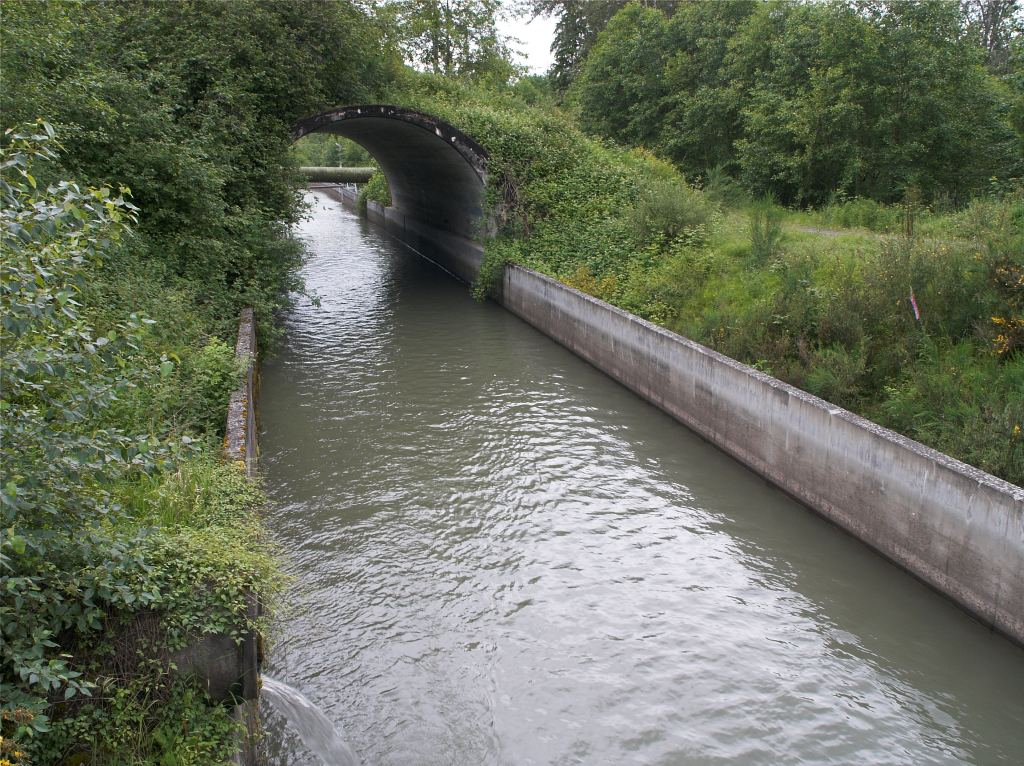
Лоток из железобетона (г. Бакли, штат Вашингтон, США)
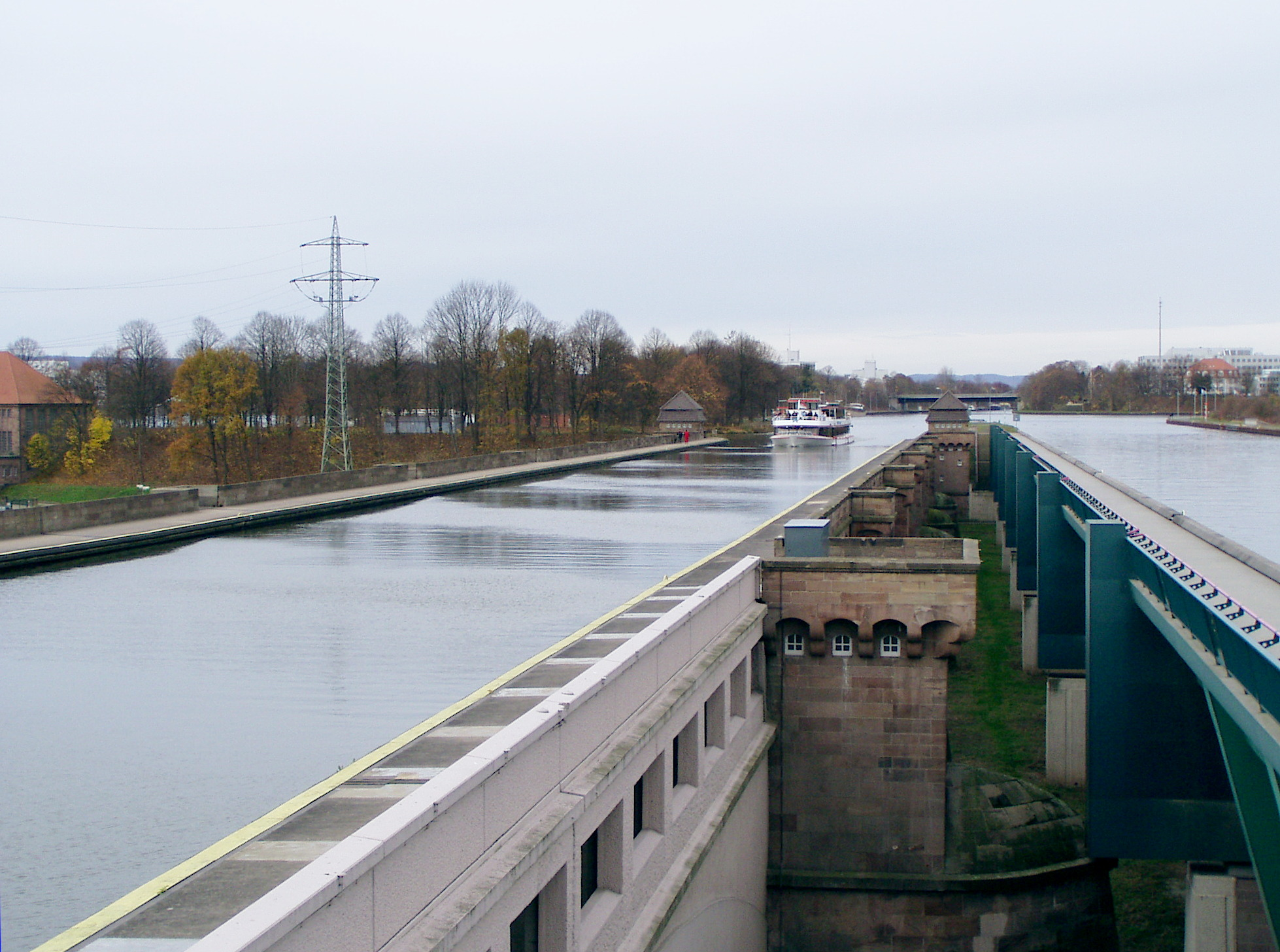
Акведук Среднегерманского канала
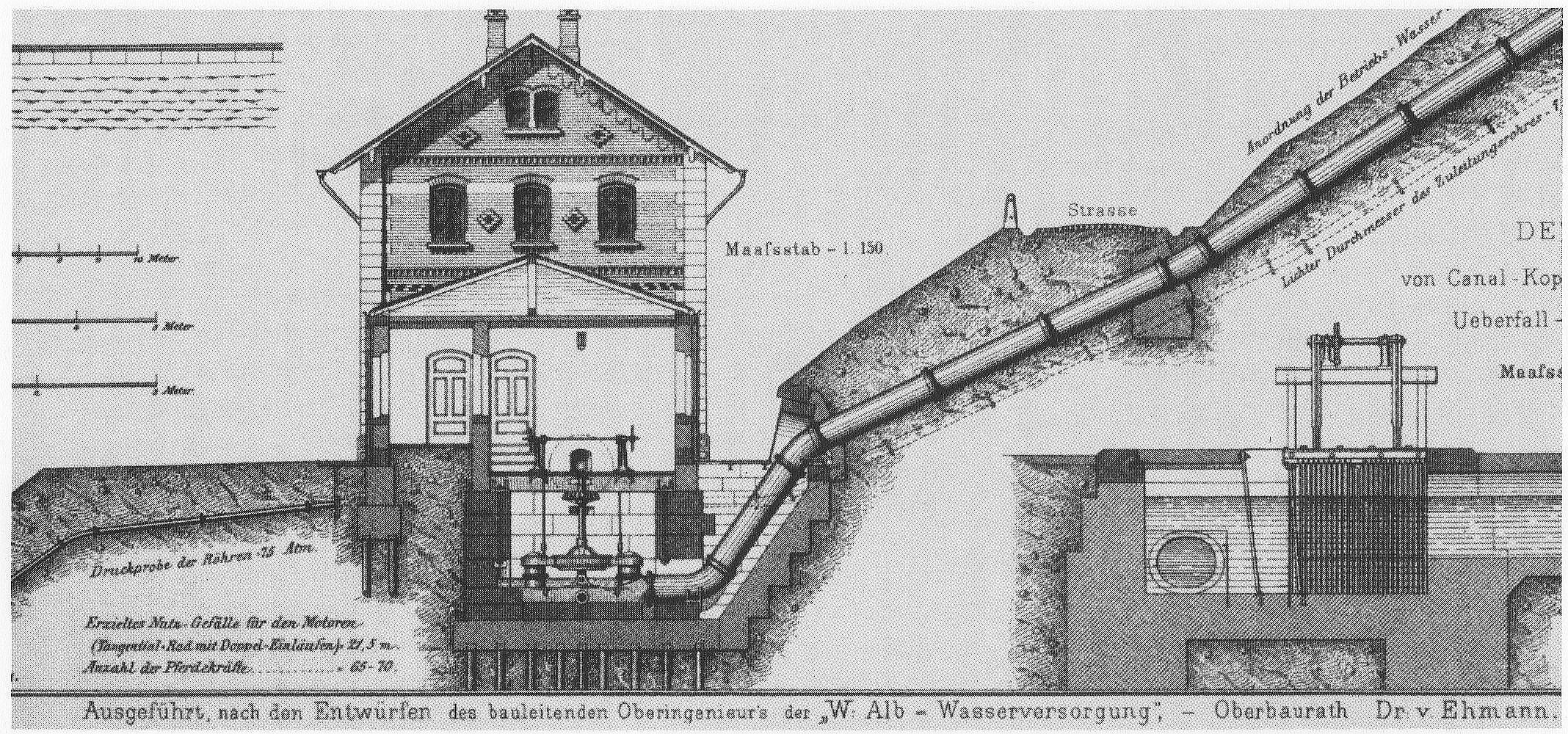
Насосная станция в Германии. 1880 год
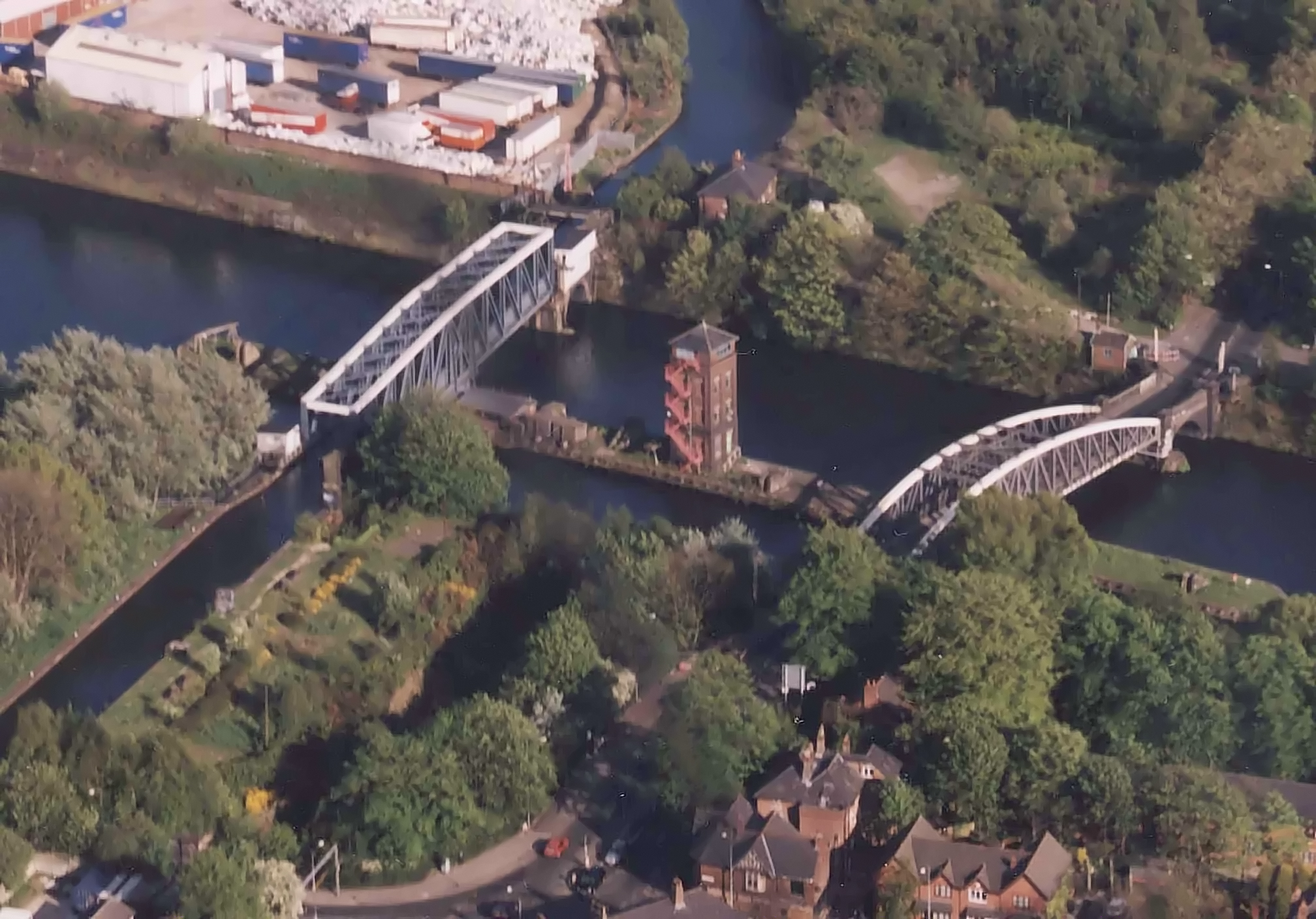
Пересечение двух каналов, Манчестерского и Бриджуотерского, и единственный в мире поворотный мост-акведук (слева)
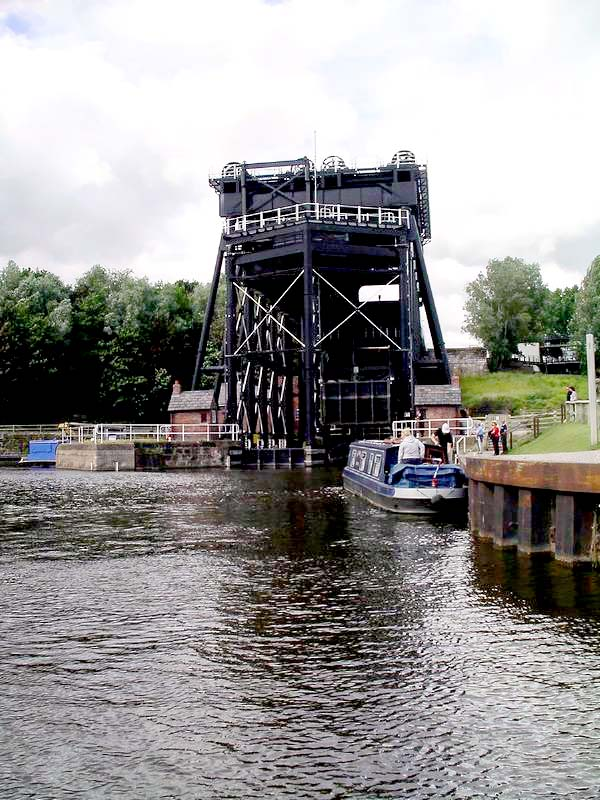
Андертонский лодочный подъёмник, Англия. Соединяет реку Уивер и канал Трент — Мерси при перепаде уровней 15 м
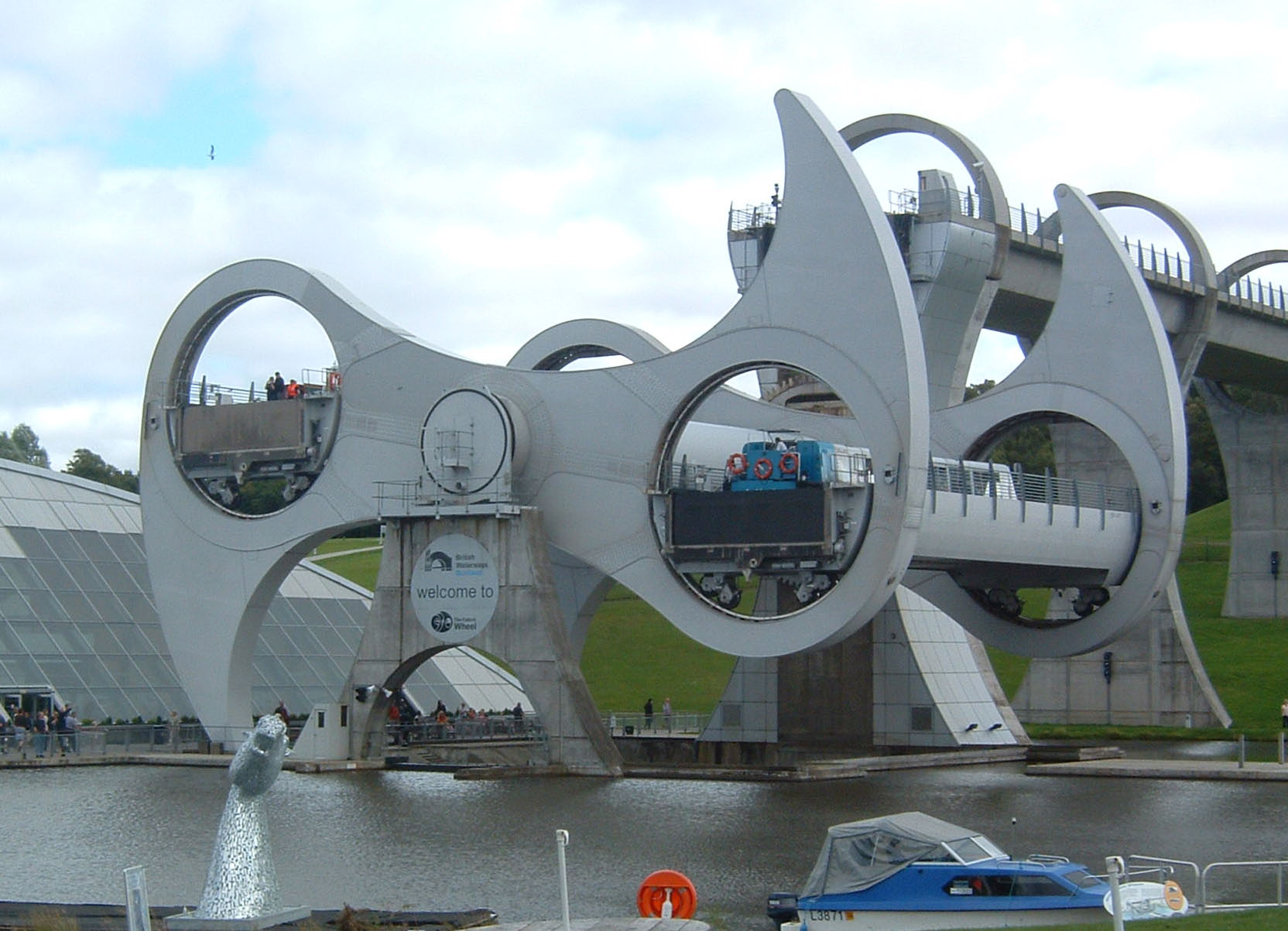
Фолкеркское колесо — первый в мире вращающийся судоподъёмник, Шотландия. Соединяет каналы Форт-Клайд и Юнион
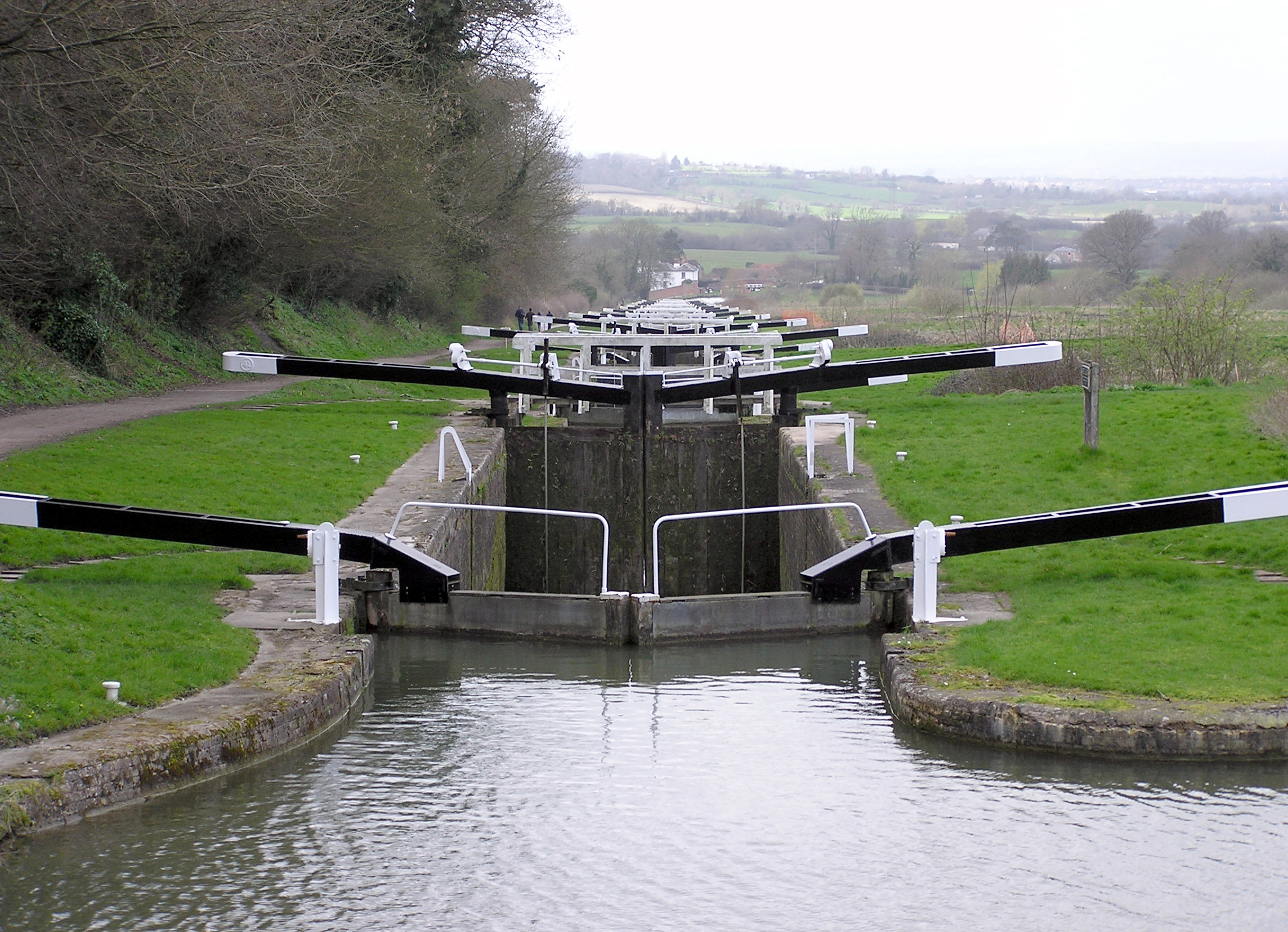
Система шлюзов на канале Кеннет — Эйвон
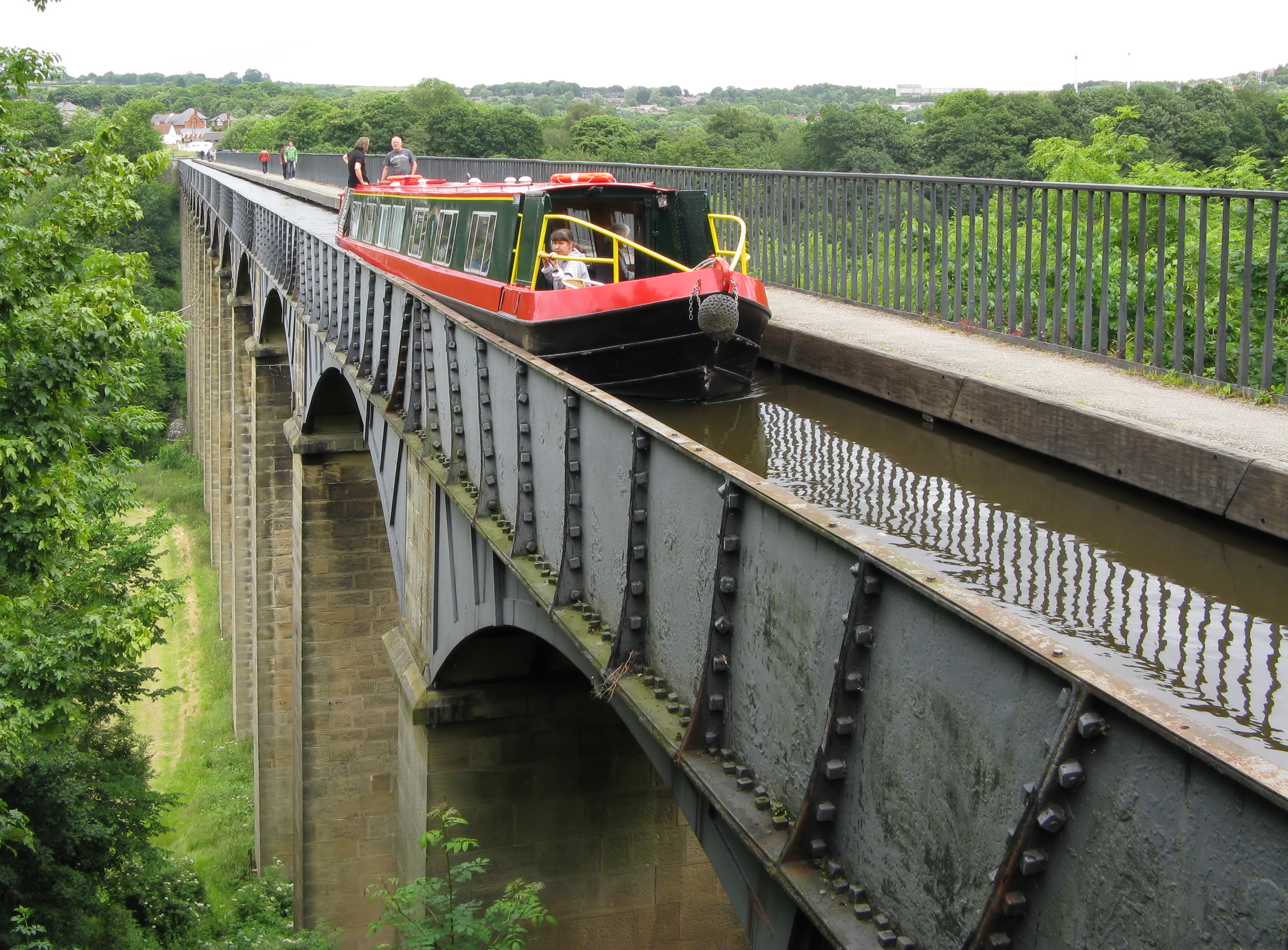
Акведук Понткисиллте с пешеходной дорожкой на канале Лланголлен, Уэльс
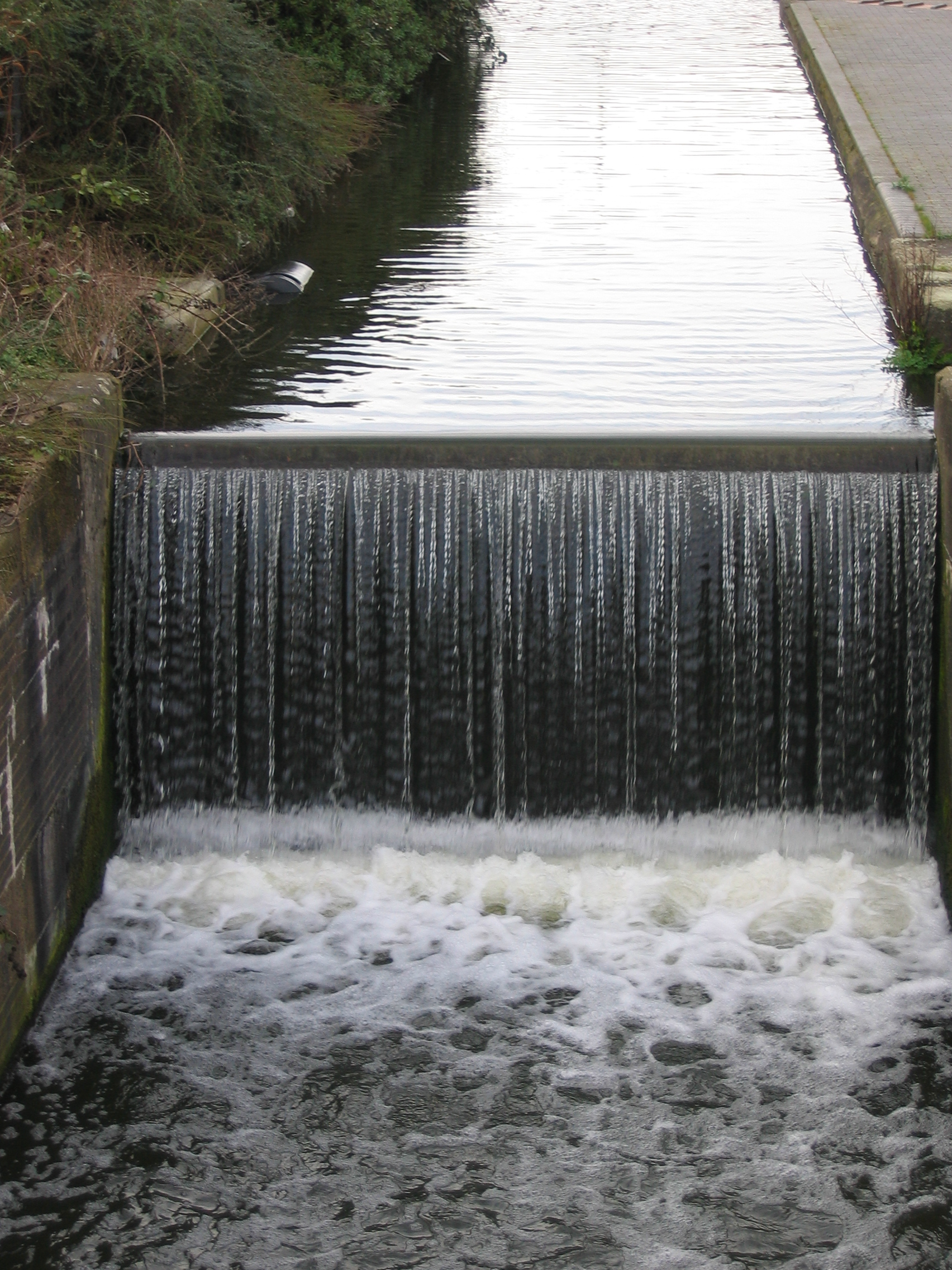
Ступенчатый перепад на канале в Лондоне

### Сопрягающие сооружения
При большом уклоне местности скорость воды в канале может достичь недопустимых значений. В связи с этим приходится устраивать участки каналов с разницей по высоте. Для соединения таких участков применяются сопрягающие сооружения, к которым в общем случае относятся быстротоки и перепады.
В перепадах вода часть пути движется по сооружению, а часть пути падает. В ступенчатых перепадах энергия падающей воды гасится специальными устройствами. В консольных перепадах падающая вода образует в месте падения воронку, которая постепенно достигает такой глубины, при которой энергия падения полностью гасится и размыв прекращается. Консольные перепады требуют меньших затрат на обустройство в силу саморегуляции, однако их расчёт менее точен и требует допуска фазы неопределённого режима, пока размер воронки не достигнет нужных величин.
Быстротоки представляют собой лотки с большими уклонами, в которых вода движется со скоростью больше критической. Скорость, однако, не должна превышать допускаемой для материала дна и стенок. Для снижения скорости возможно применение повышенной шероховатости лотка в виде разнообразных выступов, ступеней и порогов. В конце быстротока устраиваются водобойные колодцы для гашения скорости потока.
Для сопряжения разных по высоте участков каналов используют также насосные станции.

### Сооружения, регулирующие общий режим канала
К таким сооружениям относятся шлюзы-регуляторы и вододелители, аварийные заграждения, водосбросы и водоспуски, шугосбросы.
Шлюз-регулятор — это плотина, оборудованная затворами. В её функции входит регуляция расхода воды в самом канале, а также в ответвлениях от него. Аварийные заграждения представляют собой пороги, оборудованные затворами. В необходимом случае с их помощью может быть произведена изоляция отдельных участков канала.

## Каналы в искусстве
Применение каналов с древнейших времён обусловило их широкое отражение в искусстве. Художники нередко запечатлевали каналы в рисунках, картинах, художественных фильмах.

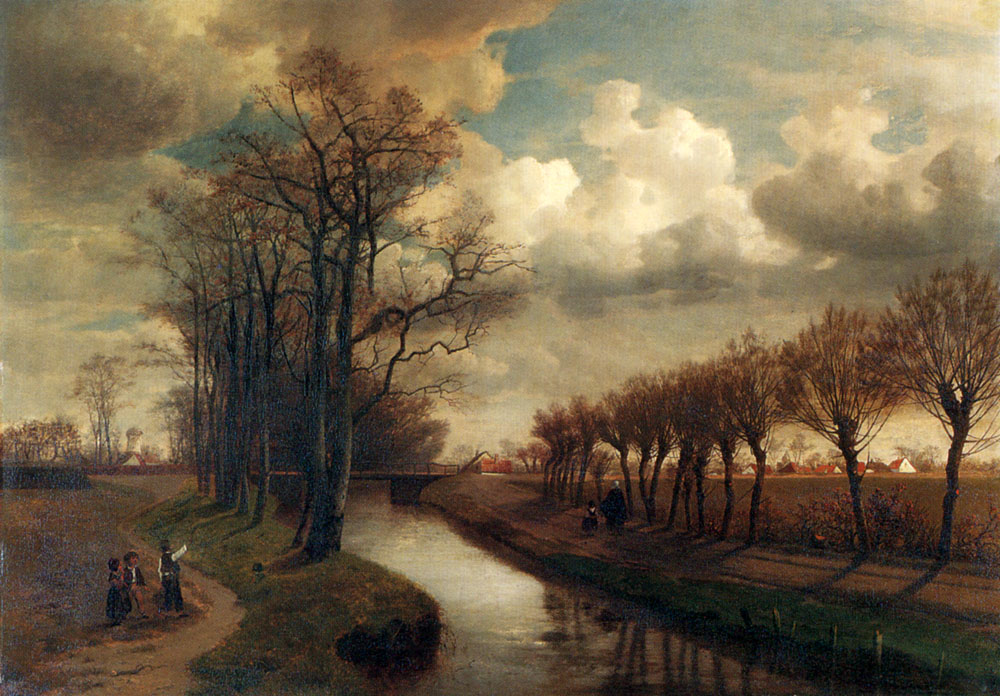
Жан-Пьер-Франсуа Ламориньер. «У канала». XIX век.
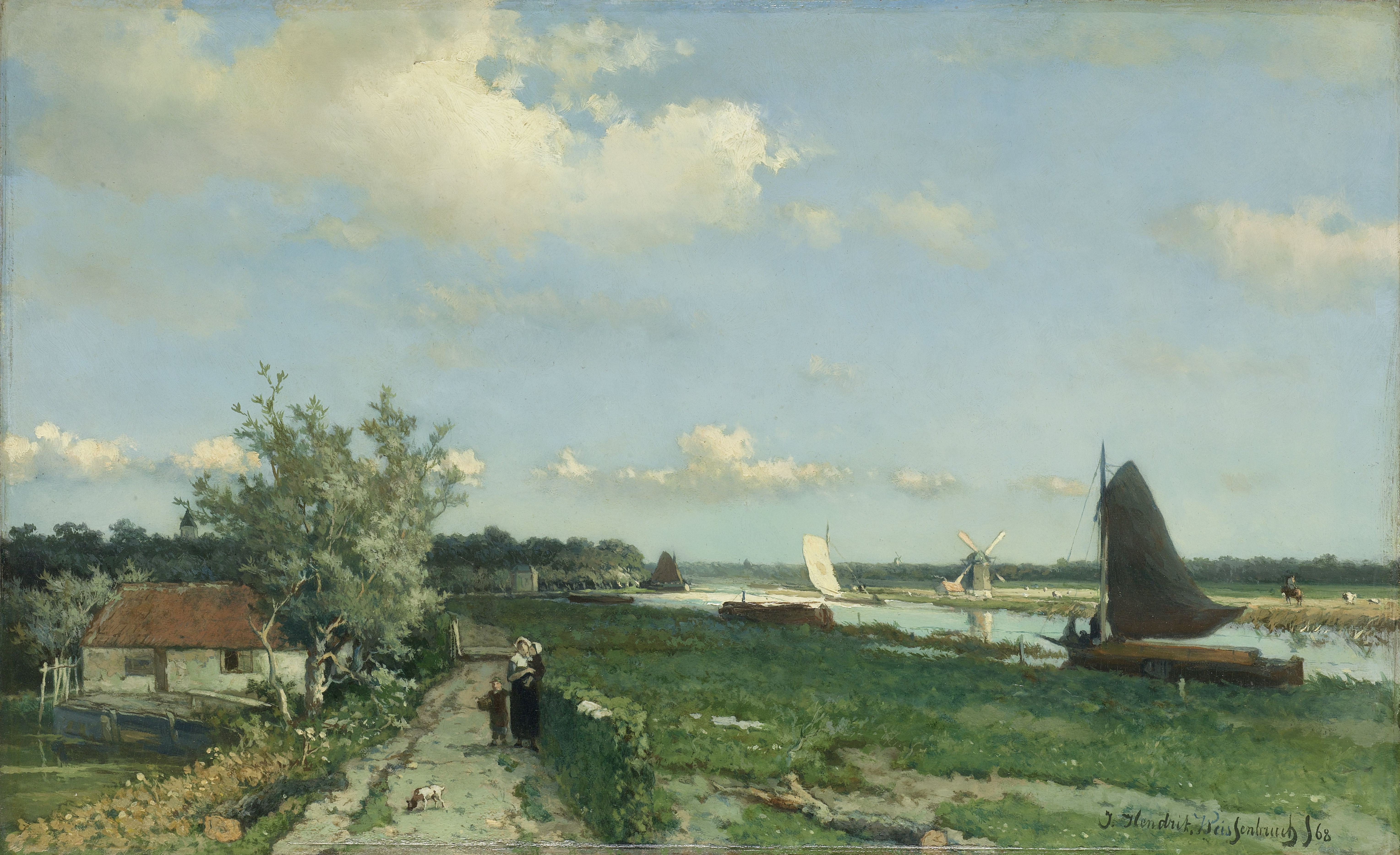
Иохан Хендрик Вейсенбрух. «Судоходный канал в Рейсвейке». 1868
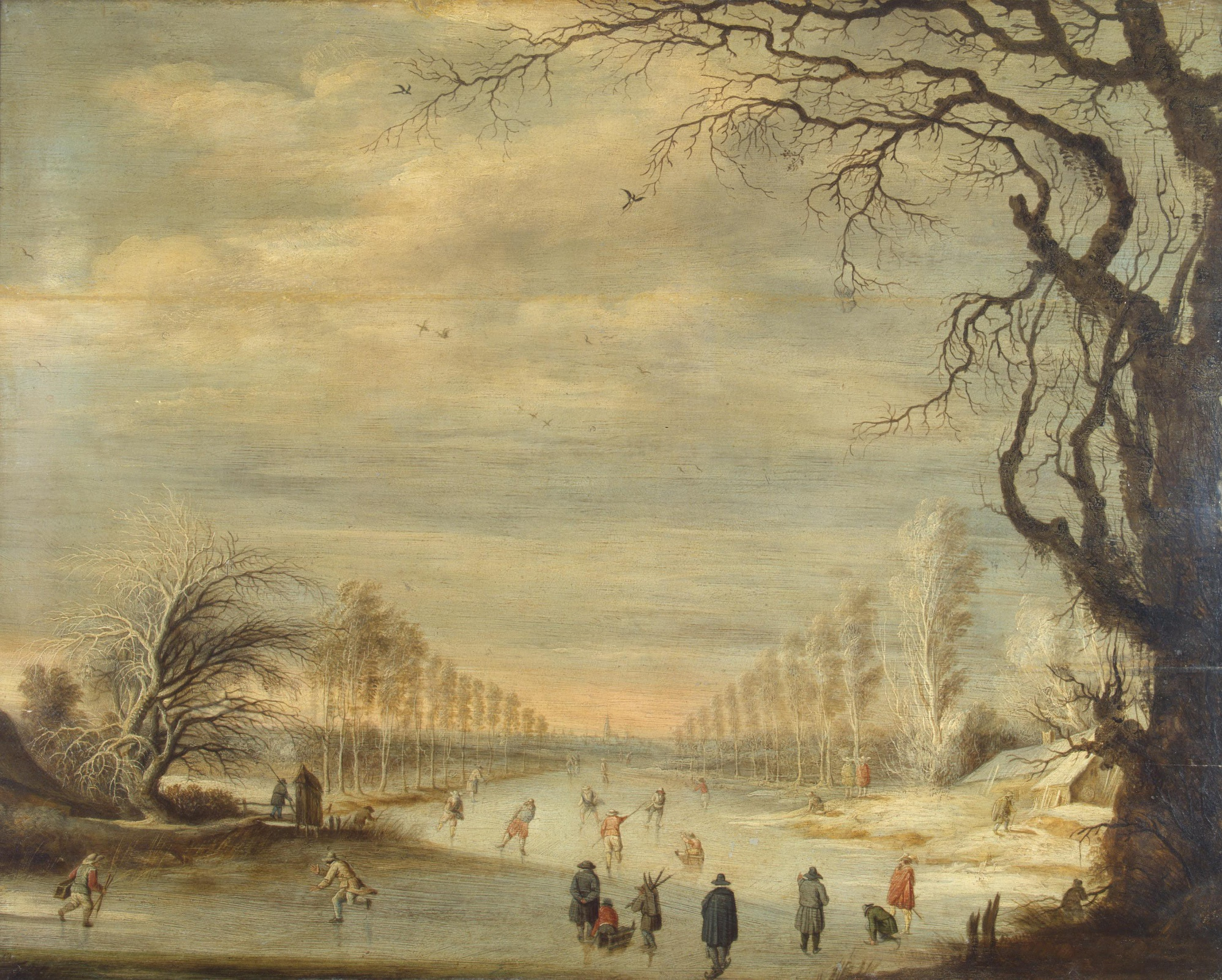
Гейсбрехт Лейтенс. «Зимний пейзаж». 1620-1640.
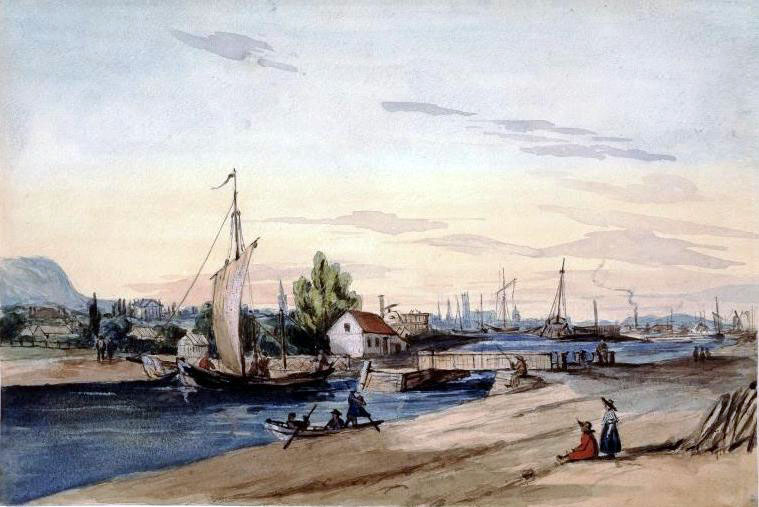
Джеймс Данкен. Канал «Лаши́н»[англ.]. 1850.

## Списки каналов
- Список каналов Германии.
- Список древнеримских каналов[англ.].